# Radio Essex
Radio Essex was een radiostation dat uitzond vanaf het voormalige legerfort Knock John in de Theemsmonding.
De eigenaar was Paddy Roy Bates. De uitzendingen vonden plaats van eind oktober 1965 tot met Kerstdag 1966. Er waren juridische problemen met de vraag of het fort wel of niet binnen de territoriale wateren lag. De golflengte was 222 meter in de middengolf.